# Meixtxerià
El Meixtxerià era una llengua fino-volgaica de la qual no queden restes, i tan sols hi ha especulacions de la seva filiació. Alguns lingüistes pensen que podria haver estat un dialecte d'una llengua Mordoviana, però Pauli Rahkonen es basa en evidències toponímiques per a suggerir que és una llengua Pèrmica, o una de propera. Les especulacions de Rahkonen han estat criticades per altres científics, com ara l'uralista rus Vladimir Napolskikh.